# ウッズカンパニー
株式会社ウッズカンパニー（英称:Wood's Company）は、日本の住宅建設会社。1994年設立。鳥取県倉吉市に本社を置き、鳥取市、米子市と支店を拡大し、鳥取県全域を活動拠点としている。

## 概要
1994年に谷本弘樹（現在は代表取締役会長）が「有限会社谷本軽天」として起業した。設立当初は、軽量鉄骨下地の施工・建築下請け施工会社を主業としていた。
2007年には、住宅事業部プランニングホームを設立し、木造注文住宅の設計、施工、販売を主業とした。鳥取県倉吉市を中心に着工棟数を着実に積み上げ、2012年には、鳥取県中部地区着工棟数ランキング第1位を獲得した。2015年には、鳥取県中部地区で着工棟数1位の座を僅差で競り合っていた株式会社谷本創建と株式会社ハートホームとの合併が決定した。合併後、「株式会社ウッズカンパニー」に商号変更し、同時に鳥取県着工棟数ランキング第1位を獲得した。
2017年には、桧家住宅FC（鳥取エリア）に加盟した。2018年には、同FC（岡山エリア）に加盟して岡山県に初の県外出店を果たした。2020年現在は、桧家住宅FC、ハートホーム（Cocoママの家）、サクリエ、ウッズハウス、ペアホームなどの複数のブランドを展開している。

## 沿革
- 1994年（平成6年）- 有限会社谷本軽天として設立[5]。
- 2000年（平成12年） - 株式会社谷本創建に商号変更[5]。
- 2005年（平成17年） - 鳥取県最優秀技術会社として表彰される[5]。
- 2007年（平成19年） - 住宅事業部プランニングホームを設立[5]。
- 2012年（平成24年） - 初めて鳥取県中部着工棟数ランキング第1位を獲得する[5]。
- 2015年（平成25年）
  - 株式会社ハートホームと合併し、株式会社ウッズカンパニーに商号変更[5]。
  - 初めて鳥取県着工棟数ランキング第1位を獲得する[5]。
  - ウッズカンパニーエステート不動産事業開始[5]。
- 2016年（平成28年） - 住宅商品ハートホーム （Cocoママの家）[6]を開発販売[5]。
- 2017年（平成29年）
  - 鳥取市にプランニングホーム鳥取店を新規出店[5]。
  - プランニングホームの新商品（D－spec・デザイナースペック）を販売[5]。
  - プランニングホームをロハステージにブランドネームを変更[5]。
  - 桧家住宅FC（鳥取エリア）に加盟[5]。
- 2018年（平成30年）
  - 桧家住宅の鳥取展示場をオープン。[7]
  - 鳥取市に鳥取ハウジングプラザ（新社屋＋モデルハウス4棟）を出店[5]
  - 米子市に米子店を出店する[5]。
  - 桧家住宅FC（岡山エリア）に加盟[5]。
  - ウッズカンパニー岡山店オープン[8][5]。
  - 岡山県山陽新聞住宅展示場モデルハウスオープン[9][5]。
- 2019年（令和元年） - 岡山県RSKハウジングプラザモデルハウスオープン[5]。
- 2020年（令和2年）
  - ウッズハウス鳥取店を鳥取市にオープン[5]。
  - ウッズカンパニー不動産鳥取店オープン[10][出典無効]。
  - 倉吉市にトリコ不動産倉吉店オープン[5]。
- 2021年（令和3年） - 米子市の今井書店本の学校敷地内に鳥取ハウジングプラザ米子・境港店オープン[5]。
- 2022年（令和4年） 
  - 住宅商品ペアホームを開発販売[5]。
  - 島根県松江市に新規出店[5]。